# Il pomo d'oro
Il pomo d'oro è un'opera composta da un prologo e cinque atti di Antonio Cesti, su libretto di Francesco Sbarra. La prima rappresentazione ebbe luogo a Vienna nel 1668 davanti alla corte imperiale, in un teatro all'aperto appositamente costruito. L'opera era così lunga che dovette essere messa in scena nell'arco di due giorni: il Prologo, gli Atti primo e secondo furono rappresentati il 12 luglio; gli Atti terzo, quarto e quinto il 14 luglio. 
Originariamente prevista in occasione delle nozze tra l'imperatore asburgico Leopoldo I e Margherita Teresa di Spagna nel 1666, la produzione fu riprogrammata in occasione del 17º compleanno dell'imperatrice nel 1668. La messa in scena fu senza precedenti per la sua magnificenza (e per le sue spese). Lo scenografo Ludovico Ottavio Burnacini fornì non meno di 24 scenografie e vi furono molte opportunità per spettacolari macchine sceniche, tra cui naufragi e crolli di torri.